# Anastásios Kornílios
Pour les articles homonymes, voir Kornílios.
Anastásios Kornílios (grec moderne : Αναστάσιος Κορνήλιος), né sur Zante était un homme politique grec qui participa à la guerre d'indépendance grecque.
Initié dans la Filikí Etería, il y atteignit le rang de « prêtre » (ιερείς (ierís) troisième grade lui permettant de recruter des membres aux deux niveaux inférieurs). Membre du Sénat de Messénie, il est considéré comme l'auteur d'un des premiers textes annonçant le soulèvement grec contre l'occupation ottomane : une lettre demandant l'aide des puissances occidentales.
Il fut élu député de Messénie à l'assemblée nationale d'Astros où il participa à la commission du budget pour les régions libérées.

## Sources
- (el) Parlement grec, Μητρώο Πληρεξουσίων, Γερουσαστών και Βουλευτών. 1822-1935, Athènes, Parlement grec,‎ 1986, 159 p. (lire en ligne) [PDF]